# Cimetière soviétique de Chemnitz
Le cimetière soviétique de Chemnitz-Schenkenberg est un cimetière de 12 200 m2 fondé en 1946 dans la ville de Chemnitz-Reichenhain, pour abriter les tombes de 1 130 prisonniers de guerre et déportés soviétiques morts dans le camp de concentration de Chemnitz en Saxe.
On trouve au milieu du cimetière un obélisque de dix mètres flanqué de soldats de l'Armée rouge qui fut édifié en 1947 par Hanns Diettrich et qui fut restauré par le fils de ce dernier en 1996. Il rappelle le souvenir des 450 000 soldats soviétiques morts uniquement sur les champs de bataille en Allemagne orientale pendant la Grande guerre patriotique, nom que donnent les Russes à la Seconde Guerre mondiale sur le Front de l'Est.
Une stèle de trois mètres, commandée par l'Organisation des Nations unies en 1946, rappelle le souvenir de 268 déportés soviétiques du travail morts à Chemnitz dont les noms sont gravés.